# Aeroportul Municipal Stan Stamper
Aeroportul Municipal Stan Stamper (IATA: HUJ, ICAO: KHHW, FAA LID: HHW) este un aeroport din Oklahoma, Statele Unite ale Americii ce deservește zona Hugo⁠(d).
Situat la o altitudine de 174 m, aeroportul dispune de 1 pistă.

## Infrastructură

### Piste
Aeroportul dispune de o singură pistă. Pista 17/35 are suprafața de asfalt și dimensiunile 4.007 picioare × 75 picioare. 